# کازیمیرز لیشچینسکی
کازیمیرز لیشچینسکی (انگلیسی: Kazimierz Łyszczyński; ۴ مارس ۱۶۳۴ – ۳۰ مارس ۱۶۸۹) قاضی، فیلسوف، نویسنده، و پرسنل نظامی اهل مشترک‌المنافع لهستان–لیتوانی بود. او یک شلختا بود که در صفوف خانواده ساپیها در سال ۱۶۸۹ به‌دلیل خداناباوری متهم، محاکمه و اعدام شد.
او به‌مدت هشت سال به‌عنوان یک یسوعی به تحصیل فلسفه پرداخت و سپس در پرونده‌های حقوقی علیه یسوعیان در مورد املاک قاضی شد. او رساله‌ای با عنوان درباب عدم وجود خدا نوشت و بعداً به اتهام الحاد اعدام شد. محاکمه او مورد انتقاد قرار گرفته است